# Comuna Ivnîțea, Andrușivka
Ivnîțea (în ucraineană Івницька сільська рада) este o comună în raionul Andrușivka, regiunea Jîtomîr, Ucraina, formată din satele Borok și Ivnîțea (reședința).

## Demografie
Componența lingvistică a satului Ivnîțea
     Ucraineană (95,35%)
     Rusă (4,42%)
     Alte limbi (0,2%)
Conform recensământului din 2001, majoritatea populației satului Ivnîțea era vorbitoare de ucraineană (95,35%), existând în minoritate și vorbitori de rusă (4,42%).